# Peter Michorl
 (août 2025).
Peter Michorl, né le 9 mai 1995 à Vienne en Autriche, est un footballeur autrichien évoluant au poste de milieu central au LASK.

## Biographie

### LASK Linz
Natif de Vienne en Autriche, Peter Michorl est formé par l'un des clubs de sa ville natale, le FK Austria Vienne, mais il ne joue aucun match avec l'équipe première et rejoint en septembre 2014 le LASK Linz, club évoluant alors en deuxième division autrichienne. Il joue son premier match en professionnel le 12 septembre 2014, face au Floridsdorfer AC, en championnat. Son équipe s'impose par cinq buts à un ce jour-là.
Devenu un membre essentiel de l'équipe, Michorl participe à la montée du club en première division lors de la saison 2016-2017, étant également sacré champion de deuxième division autrichienne cette année-là.
Le 28 octobre 2017, il se met en évidence en inscrivant un doublé en première division, lors de la réception de l'Austria Wien (2-2). A la mi-saison il atteint déjà un total de sept buts dont quatre marqués sur des frappes lointaines. Il inscrit un total de neuf buts en championnat au cours de la saison 2017-2018.
Joueur clé du LASK, il se fait remarquer durant la saison 2018-2019 en inscrivant trois buts mais surtout en délivrant 18 passes décisives en 31 matchs disputés, ce qui fait de lui le meilleur passeur de la ligue.
Lors de la saison 2019-2020, il participe à la phase finale de la Ligue Europa. Son équipe parvient à s'extirper de la phase de groupe, puis s'impose en seizièmes de finale face aux néerlandais de l'AZ Alkmaar, avant de se voir éliminée en huitièmes par le club anglais de Manchester United.
Lors de l'été 2020, Michorl est pressenti pour quitter le LASK, d'autant que le club a recruté Mads Emil Madsen à son poste et son coach, Valérien Ismaël, confirme son départ. Cependant, le joueur prolonge finalement avec le LASK le 7 août 2020, signant un contrat courant jusqu'en juin 2024.

### En équipe nationale
Avec l'équipe d'Autriche des moins de 19 ans, Peter Michorl participe au championnat d'Europe des moins de 19 ans en 2014. Il joue trois matchs et se distingue en inscrivant un but dès la première rencontre, le 19 juillet face à la Hongrie. Son équipe s'impose par trois buts à un ce jour-là. Les jeunes autrichiens se hissent jusqu'en demi-finale de la compétition, en étant battus par une équipe d'Allemagne comptant notamment dans ses rangs Joshua Kimmich ou encore Julian Brandt (4-0).
Par la suite, avec les moins de 20 ans, il participe à la Coupe du monde des moins de 20 ans en 2015. Lors du mondial junior organisé en Nouvelle-Zélande, il ne joue qu'un seul match, le huitième de finale perdu face à l'Ouzbékistan.
Le 31 mai 2016, Peter Michorl joue son premier et unique match avec l'équipe d'Autriche espoirs, face à la Serbie. Son équipe s'incline sur le score de trois buts à un ce jour-là.

## Palmarès
LASK Linz
- Champion d'Autriche de deuxième division (1) :
  - Champion : 2016-2017.